# Kazimierz Rzepecki
Kazimierz Rzepecki (ur. 22 grudnia 1866 w Poznaniu, zm. 6 marca 1902 w Berlinie) – polski pisarz, publicysta.
Był synem Ludwika Władysława Rzepeckiego i pochodzącej ze Szwajcarii Romaine Gex; bratem Karola i Heleny.
Pisał w założonym przez ojca „Gońcu Wielkopolskim”, konserwatywnym „Dzienniku Poznańskim” i związanym z endecją lwowskim „Słowie Polskim”.
Od czerwca 1894 był żonaty z Izabelą Moszczeńską, z którą miał córkę Annę Ewę oraz syna Jana. Jego wnuczką była Ewa Pohoska.